# Robert Turner
Robert Comrie Turner (CM) (født 6. juni 1920 i Montreal, død 26. januar 2012 i Winnipeg, Canada) var en canadisk komponist, professor, producent og lærer.
Turner studerede komposition på McGill University hos bl.a. Claude Champagne, med endt eksamen (1943). Modtog herefter undervisning på Royal College of Music (1949-1950) i London hvor han studerede hos Herbert Howells og Gordon Jacob. Turner tog senere kompositions undervisning på Colorado College hos Roy Harris (1947) og på Berkshire Music Center i Tanglewood hos Olivier Messiaen (1951). Han har skrevet 3 symfonier, orkesterværker, koncertmusik, operaer, kammermusik, korværker, klaverstykker, scenemusik, sange, tvmusik etc. Turner underviste som professor i komposition på bl.a. University of British Columbia (1955-1957), og  University of Manitoba (1969-1985). Han var producent på canadisk radio CBC (Canadian Broadcasting Corporation) i Vancouver (1952-1968), hvor han var med til at fremme canadisk musik på Verdensplan.

## Udvalgte værker
- Symfoni nr. 1 (1960) - for strygeorkester
- Symfoni nr. 2 ( i en sats) "Gaven fra havet" (1985) - for orkester
- Symfoni nr. 3 (1990) - for orkester
- Koncert (1971) - for 2 klaverer og orkester
- "Brudeskibet" (1967) - opera
- "Vile skygger" (1983) - opera